# Kukur
Kukur es una localidad albanesa del condado de Elbasan. Se encuentra situada en el centro del país y desde 2015 está constituida como una unidad administrativa del municipio de Gramsh. A finales de 2011, el territorio de la actual unidad administrativa tenía 2560 habitantes.
La unidad administrativa incluye los pueblos de Snosem, Sojnik, Mukaj, Irmath, Kalaj, Gribe, Vreshtas, Kukur, Rashtan y Grazhdan.
Se ubica unos 15 km al este de la capital municipal Gramsh, en el límite con el condado de Korçë.